# Hemerocallis citrina
Hemerocallis citrina es una de las especies comúnmente denominadas lirios de día. Se trata de una especie herbácea, perenne y rizomatosa perteneciente al género Hemerocallis y a la Familia Xanthorrhoeaceae. Esta planta es nativa de China y se caracteriza por sus flores de color amarillo claro.

## Descripción y variedades

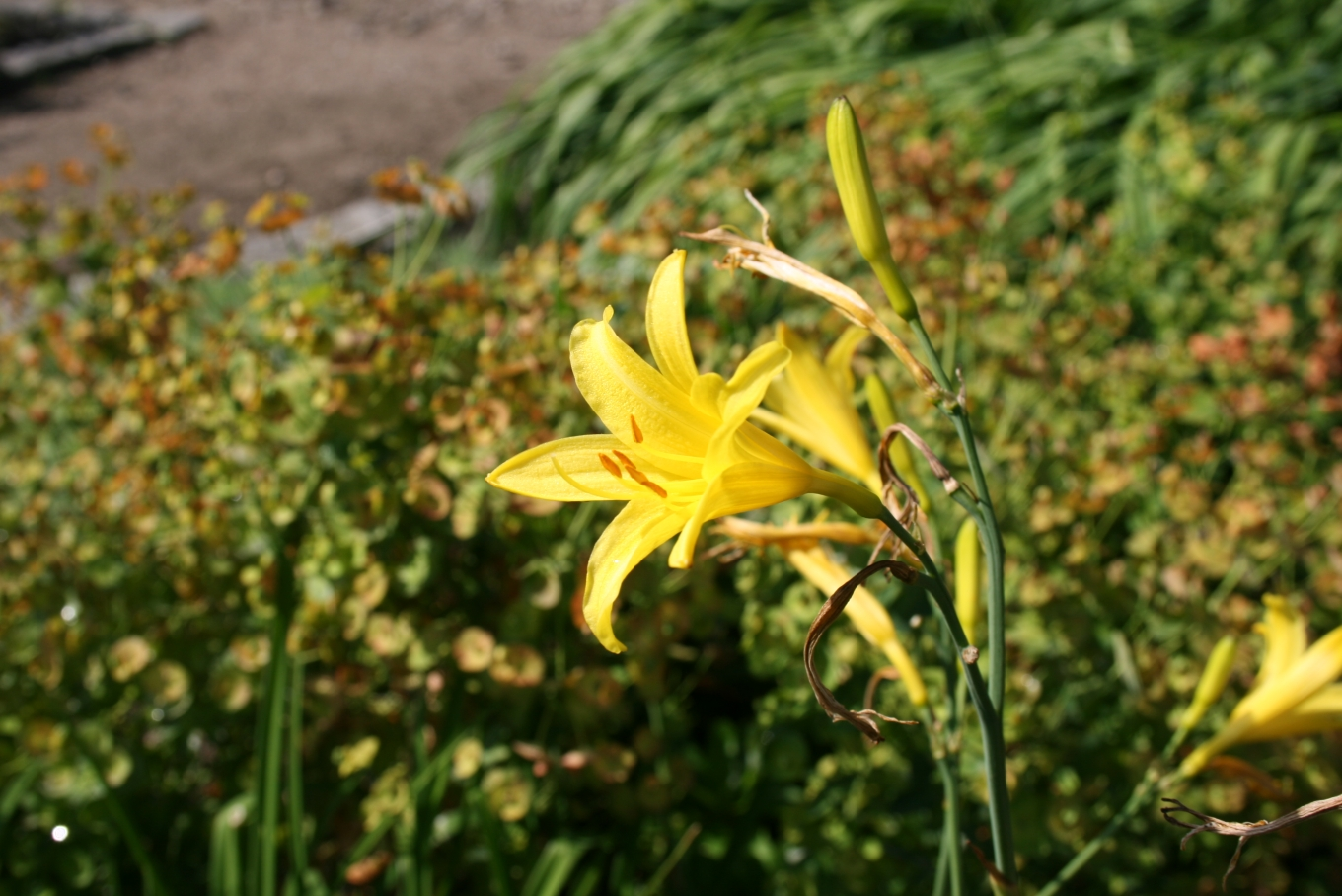
Hemerocallis citrina, flor.

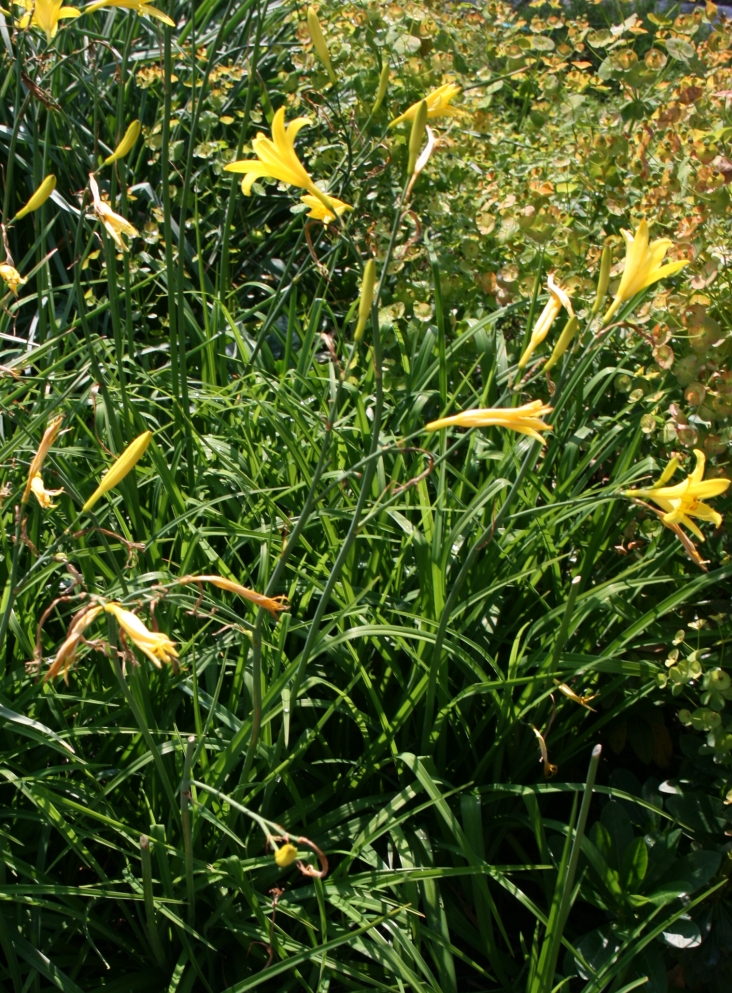
Aspecto general de las plantas de Hemerocallis citrina

Hemerocallis citrina es una planta herbácea, perenne, caducifolia, rizomatosa y con raíces engrosadas. Las hojas, de color verde brillante, son muy largas, alcanzando hasta 1 m de largo por 2,5 cm de ancho. Las flores son perfumadas, de color amarillo claro y tienen hasta 15 cm de largo. Se hallan reunidas en la extremidad de un largo escapo bracteado de hasta 1-1,2 m de altura. 
Es una especie de floración nocturna: las flores abren sus tépalos hacia el atardecer y los cierren a la mañana del siguiente día.

## Cultivo
Se lo utiliza en jardinería y paisajismo ya que provee color y contraste en los macizos de plantas perennes cuando se la cultiva en grupos. En parques grandes, es efectiva también para solucionar la erosión cultivándola en las pendientes. Asimismo, aun cuando las plantas no se hallen en floración, las hojas proveen un elegante follaje, color y textura en los macizos de perennes.
Es una planta de fácil cultivo en cualquier suelo bien drenado y en un lugar a pleno sol. Es tolerante a suelos pobres, a los veranos excesivamente cálidos y a la falta de humedad. 
Para mantener el vigor de las plantas y asegurar que florezcan profusamente, es necesario dividir las matas muy grandes, excesivamente pobladas y remover los escapos cuando las flores han terminado la floración.

## Taxonomía
Hemerocallis citrina fue descrita por Eugenio Baroni y publicado en Nuovo Giornale Botanico Italiano, n.s. 4: 305, en el año 1897.
Sinonimia
- Hemerocallis altissima Stout
- Hemerocallis coreana Nakai[2]